# Terminkultur
Terminkultur ist ein Begriff aus dem Gartenbau. Darunter versteht man den Anbau von Obst oder Blumen zur Erlangung reifer Fruchtkörper/Blüten am Wunschtermin.
Terminkulturen werden angesetzt um saisonale Mängel der (regionalen) Verfügbarkeit abzufedern oder weil eine gesteigerte Nachfrage vorhersagbar ist, wie bei Weihnachtssternen.
Chrysanthemen als typische Zierpflanze sind ein weiteres Beispiel: Der eigentlich erst ab Ende Oktober blühende winterharte Korbblütler lässt bei Verdunklung im August eine Terminkultur Mitte September zu.
Der Anbau von Terminkulturen wird mit Hilfe folgender Mittel realisiert:
- Kühlung: Dabei werden beispielsweise durch Kühlung konservierten Nachkommen (Frigopflanzen) der Erdbeere erst im Sommer aus dem künstlichen Winter geholt – und so zur Blüte angeregt – um dann im Herbst noch ernten zu können.
- Verdunklung: Hier wird in Gewächshäusern die subjektive Tageslänge der Pflanzen verkürzt und so der angestrebte Blütezeitpunkt erreicht.